# Поддуб’я (Новгородський район)
Поддуб’я (рос. Поддубье) — присілок в Новгородському районі Новгородської області Російської Федерації.
Населення становить 9 осіб. Входить до складу муніципального утворення Тьосово-Нетильське сільське поселення.

## Історія
Від 2004 року входить до складу муніципального утворення Тьосово-Нетильське сільське поселення.

## Населення
| 2010 |
| ---- |
| 9    |